# Masakr v Batepá
Masakr v Batepá se odehrál 4. února 1953 v kolonii Svatý Tomáš a Princův ostrov ve farnosti Batepá. Milice složené z bělochů, mulatů a předčasně propuštěných bílých vězňů během 4. února 1953 a několika následujících dní zabily asi 1032 nevinných lidí.

## Pozadí konfliktu
Počátkem 50. let dvacátého století portugalský diktátor António de Oliveira Salazar vytvořil nový plán správy portugalských kolonií. Kromě jiného, dosud dotované kolonie se měly stát finančně výnosnými. V roce 1952 celosvětové ceny kakaa a kávy, hlavního vývozního artiklu kolonie Svatý Tomáš a Princův ostrov, přestaly ztrácet a naopak začaly strmě růst. Následovalo nařízení portugalské vlády, aby Svatý Tomáš a Princův ostrov „strmě zvýšil produkci“, což se tehdejší guvernér, Carlos de Sousa Gorgulho, snažil vyplnit.
Překážkou ve zvýšení produkce nebyla nejen zaostalá infrastruktura, ale i nedostatek pracovních sil. Ostrované měli s prací na plantážích velmi špatné zkušenosti (nízké platy, dlouhé směny, těžká práce, hrubé zacházení) a o zaměstnání nebyl zájem. Nedostatek pracovních sil se Gorgulho snažil zajistit náborem v portugalských koloniích na africkém kontinentu, ale bez uspokojivého výsledku. Proto byli lidé na práci v plantážích donucování vysokým zdaňováním jiných pracovních činností a důslednou aplikací zákona proti tuláctví, kdy lidé bez stálého bydliště byli odsuzování k nuceným pracím právě na plantážích. Přehmaty a fyzické útoky policie brzy vyvolaly silnou nevoli veřejnosti.
Začátkem února 1953 se na veřejných místech objevily letáky nabádající ke vzpouře a vraždě guvernéra. To Gorgulho použil jako záminku k pochytání a pozavírání „předních odpůrců koloniálního pořádku“ a zároveň odzbrojení domorodých pořádkových oddílů. Naopak bělochům a mulatům byly zbraně vydány a ti vytvořili milici. Dne 3. února 1953 tyto milice obsadily křižovatky a strategické body, což přispělo k eskalaci napětí, a lidé se v obavách začali stahovat do vnitrozemských vesnic.
Gurgulho vydal instrukci, aby milice potlačily povstání „za každou cenu“, a dokonce osvobodil bílé vězně a nařídil jim připojení se k milicím.

## Průběh
Ozbrojené čety se do vnitrozemí vydaly na demonstraci síly. Ve farnosti Batepá „objevily“ středisko povstání. Zde 4. února 1953 začalo nekontrolované znásilňování, rabování a střelba do lidí. Zvlášť brutálně se likvidoval občasný odpor. Když tři černoši zabili praporčíka, který hlídal pevnůstku Trindade, byli milicí na místě zastřeleni. Lidé byli soustředěni v improvizovaném koncentračním táboře na pláži. V jedné nevětrané cele se během noci udusilo 45 lidí, zbytek byl ráno zastřelen, aby nemohl vydat svědectví. Obyvatelé obce Santo Amaro na severu Tomášova ostrova šli neozbrojeni, jen s transparenty, protestovat do hlavního města. Milice jejich pochod zastavila tak, že tři z nich zastřelila. Soudy, instruovány Gurgulhem, násilnosti podpořily. Když nemohly nic dokázat starší černošské ženě vlastnící malou plantáž, odsoudily ji alespoň za neplacení dávno zrušené daně ke zbičování.
Řádění milic trvalo asi týden, bylo při něm zabito asi 1032 obyvatel.

## Důsledky
Masakr v Batepá nešel před světovou veřejností utajit. Koloniální vláda Svatého Tomáše a Princova ostrova ale odmítla přiznat jakoukoliv chybu a masakr svedla na černošskou inteligenci a neexistující marxistické bojůvky.
Po tomto skandálu byl Gurgulho odvolán. Nebyl ale nijak obviněn a naopak mu bylo poděkováno za významnou práci. Soudy na ostrovech poté vynesly sérii rozsudků nad hlavními osobnostmi portugalské opozice, které zahrnovaly deportace a nucené práce.
Na ostrovy přišel nový guvernér Francisco António Pires Barata, který reformoval systém práce na plantážích a s pomocí i nadále rostoucích cen kakaa, jakožto i rozvojových investic z vlastního Portugalska zajistil hospodářský rozvoj ostrovů a zároveň jistou spokojenost obyvatelstva.
Nicméně masakr v Batepá zasel nedůvěru obyvatel vůči koloniální nadvládě a byl i jeden z důvodů, proč byla založeno politické uskupení CLSTP (Comité de Libertação de São Tomé e Príncipe, Výbor pro osvobození Svatého Tomáše a Princova ostrova), později transformované na MLSTP (Movimento de Libertação de São Tomé e Príncipe, Hnutí pro osvobození Svatého Tomáše a Princova ostrova), které kolonii dovedlo k nezávislosti 12. července 1975.